# 她和他的戀愛花期
《她和他的戀愛花期》是於2021年1月29日上映的日本電影，土井裕泰執導，坂元裕二編劇，菅田將暉、有村架純主演。上映後連續六個星期登上日本全國票房冠軍。同年11月27日在電視上首播。故事講述山音麥和八谷絹這對情侶由邂逅、交往相戀、漸行漸遠、分手至各擁新歡的心路歷程。
電影在2021年6月10日於香港上映，同年7月16日於臺灣上映，2022年2月22日于中国大陆上映。電影獲得普遍正面的評價，特別是菅田將暉與有村架純的演技備受肯定，兩者還因為在該片的表現於第45屆日本電影學院獎分別獲頒優秀男演員獎與最優秀女演員獎。

## 劇情
2020年，一對年輕的情侶在某間咖啡廳各別用同條耳機的其中一邊揚聲器，聆聽智慧手機裡的音樂，同樣在該間餐廳的山音麥和八谷絹望見此景，稱他們雖然喜歡音樂，但若僅用其中一端耳機，各自聽見的音頻便不會是相同的，分別和麥、絹同行的男女對兩者的變化產生興趣，為兩者共用耳機聆聽音樂一事辯護，未料麥、絹的反應變得愈加激烈，甚至同時站起來向共用耳機的情侶指出了上述批評和知識。他們走到大廳後，立刻望向對方和凝固地站在大廳中央，默默地盯著對方看了一會兒，但隨後他們迅速轉身走回各自的桌子，彷彿什麼都沒發生過。
時間回溯至2015年的東京，當時還是大學生的麥和絹，因為錯過了京王線明大前車站的末班車而邂逅彼此，兩者在初次約會的聊天期間，發現雙方在文學、電影、音樂的喜好意外相似，進而拉近彼此的距離。麥和絹以此契機開始頻繁來往，在某次觀看木乃伊展覽後，麥成功地向絹告白，兩者正式成為戀人關係。
麥和絹最初在大學畢業後以兼職為生，同居在調布市郊外多摩川沿岸的租屋處。原本靠擔任兼職插畫家接案賺取收入的麥，顧及兩人未來生活的穩定度，放棄了插畫家的夢想，轉任某間小型公司的業務；絹則辭掉了冰淇淋店的兼職，在一間牙醫診所工作。他們還收養了一隻黑貓「男爵」。然而麥為了生活、為了建立跟絹的共同將來，以及在職場上獲得成就和現實生活的考量，不但頻繁加班，還放棄了原本的嗜好，與工作之餘仍保有嗜好和個人活動的絹漸行漸遠，雙方在無法適應各自生活習慣、價值觀、交流模式的轉變相互衝突的情況下，發生了爭執，彼此之間的互動關係更是每況愈下。
2019年，麥與絹的關係已不復以往親密，直至參加雙方共同好友的婚禮後，兩人決定為了這段感情，重遊當初第一次約會的咖啡廳相談。麥指許多長年交往的情侶在結婚後，即便淡去了戀愛的情感，仍能成為家人的關係交流，同時向絹提出結婚的請求，但是絹不願接受麥的觀點，決定讓雙方結束這段關係。當麥和絹望向同樣在店裡的一對年輕情侶的互動，發現這對年輕情侶像極了當年熱戀的他們（同樣的文學作品喜好、同樣習慣穿著白色布鞋），忍不住潸然淚下，終使得按捺不住的絹哭泣著跑出店門外，隨後麥追出店門外緊抱著絹，雙方正式分手，結束了這段長達五年的戀情。在接下來的三個月期間，分手的麥和絹仍維持友好關係，開始整理各自放在租屋處的物件、討論如何安置兩人共同飼養的愛貓「男爵」，最終麥決定由他負責照顧「男爵」，他們還協助彼此搬離原本的租屋處。
2020年，各結新歡的麥與絹在劇情開頭的咖啡廳附近不期而遇，雙方在保持沉默的狀態互向走過彼此身邊，背向對方揮手後就此別過。當晚麥與絹待在各自的住處，想著對方此時的動態，故事以麥使用電腦開啟Google街景服務期間，發現當年兩人沿著多摩川河畔散步的身影而露出驚喜之情作結尾。

## 演員列表
- 山音麥：菅田将暉
- 八谷絹：有村架純
- 羽田凜：清原果耶
- 水埜亘：細田佳央太
- 川岸菜那：韓英惠
- 青木海人：中崎敏
- 恩田友行：小久保壽人
- 原田奏子：瀧内公美
- 羽村祐彌：森優作
- 中川彩乃：古川琴音
- 加持航平：小田切讓
- 沖田大夢：篠原悠伸
- 卯内日菜子：八木亞里紗
- 本條朱音：萩原農
- 嶋村知輝：福山翔大
- 富小路翔真：佐藤寬太
- 山音廣太郎：小林薰
- 押井守：押井守（特別演出）

## 制作人员
- 導演：土井裕泰
- 編劇：坂元裕二
- 攝影：鎌苅洋一
- 照明：秋山惠二郎
- 美術：杉本亮
- 装飾：茂木豐
- 音樂：大友良英
- 衣裳：立花文乃
- 化妆：豐川京子
- 场记：
- 插画：
- 视觉特效制作人：赤羽智史
- 副導演：石井純
- 製作担当：宮下直也
- 企画：孫家邦、菊地美世志、那須田淳
- 制片人：有賀高俊、土井智生
- 歌曲：Awesome City Club《勿忘》（cutting edge）

## 獎項
- 第13屆TAMA電影獎（日语：TAMA映画賞）（2021年）[3]
  - 特別獎（土井裕泰、坂元裕二及作品相關團體和製作人員）
  - 最優秀男演員獎 - 菅田将暉
  - 最優秀女演員獎 - 有村架純
- 第45屆日本電影學院獎[4]
  - 最優秀主演女演員獎 - 有村架純
  - 優秀主演男演員獎 - 菅田將暉
  - 話題獎 - 菅田将暉[5]
  - 優秀音樂獎 - 大友良英
- ELLE CINEMA AWARDS 2021 - 有村架純（《花束般的戀愛》）[6]
- 第12屆 LOCATION JAPAN大獎 最大獎[7]

## 外部連結
- 電影官方網站 （页面存档备份，存于）（日語）
- 電影的X（前Twitter）
- 電影的Instagram帳戶
- 互联网电影数据库（IMDb）上《她和他的戀愛花期》的资料（英文）
- 豆瓣电影上《她和他的戀愛花期》的資料 （简体中文）